# پماز
شهر پُماز(به مجاری: Pomáz) در پِشت در کشور مجارستان واقع شده‌است. جمعیت این شهر ۱۶٫۲۰۲ نفر است.